# Армань (река)
А́рмань (в верховье — Ахчан, Артельный) — река в Тенькинском, Хасынском и Ольском районах Магаданской области России.

## Гидроним
По одной из версий лингвистов название реки происходит от эвенск. слова Анманра — «родник». Согласно другой версии — от также эвенского Анманран — «заторная, наледная».

## Гидрография
Армань берёт начало на горных склонах Ольском плато и называется там Артельный. Рассекая горы, река выходит на сложенную её же селевыми наносами обширную равнину, разбивается на рукава и впадает в Тауйскую губу Охотского моря у посёлка Армань. Река течёт в меридиональном направлении от Охотско-Колымского водораздела к Охотскому морю, длина — 197 км, площадь водосборного бассейна — 7770 км².
Замерзает в конце октября, вскрывается в мае. Питание снеговое и дождевое. Имеется большое количество порогов, перекатов, прижимов. Поэтому при средней скорости течения около 1,3 м/с река широко известна среди байдарочников и в настоящее время[когда?] является самой популярной сплавной рекой Магаданской области.
В 5 километрах от устья в Армань впадает её крупнейший (левый) приток — река Хасын. В нижнем течении обе эти реки текут в грудах щебня, вынесенного с гор во время паводков; их русла разбиваются на рукава и постоянно меняют свои очертания; здесь встречаются притопленные коряги. Воды самой Армани при впадении в море дельты не образуют: в устье расположена длинная (до 10 км) и довольно узкая, но постепенно расширяющаяся к западу до 1 км в ширину лагуна, отгороженная от моря песчаной косой. У западной оконечности лагуны через узкую протоку воды Армани попадают в море.
Из-за сложного рельефа река несудоходна на всем своём протяжении, но здесь имеются довольно хорошо известные туристические маршруты (сплав на резиновых лодках), она также богата рыбой, главным образом, различных видов лососёвых — пресноводных и проходных (заходят на нерест).

## Притоки
Объекты перечислены по порядку от устья к истоку.
- 4 км: река без названия
- 6 км: река без названия
- 12 км: Хасын
- 27 км: Горгочан
- 30 км: Тургырья
- 45 км: Ночка
- 63 км: Хилгалин
- 75 км: Гедан
- 89 км: Хатачан
- 110 км: Чельча
- 112 км: Белый
- 116 км: Тонгахчан
- 117 км: Финальный
- 124 км: Утесный
- 127 км: Финиш
- 132 км: Магадавен
- 142 км: Неутарь
- 146 км: Иганджа
- 147 км: Сухой
- 150 км: Светлый
- 159 км: Игака
- 162 км: Очисчэн
- 167 км: Нил
- 167 км: Порожистый
- 174 км: Мяунджа